# 大陸選手権 (バレーボール)
大陸選手権（英語: Continental Championships）は、ナショナルチームによる5つのバレーボール国際大会の、総称。
主催は、国際バレーボール連盟（FIVB）の傘下組織である、各大陸連盟。

## 概要
アジア（含むオセアニア）、アフリカ、ヨーロッパ、北中米、南米の各大陸で、隔年で開催される（1967年以降は5大陸とも奇数年の開催）。
ワールドカップ（11月以降）と同年の直前（9月から10月）に行われる大陸選手権は、その出場権をかけた「大陸予選」的な役割も担う。
- アジア選手権 （Asian Senior Volleyball Championship）
  - アジアバレーボール連盟 （Asian Volleyball Confederation：AVC） 主催、1975年開始
- アフリカ選手権 （African Nations Volleyball Championship）
  - アフリカバレーボール連盟 （Confederation African de VolleyBall：CAVB[2]） 主催、1967年開始
- 欧州選手権 （European Volleyball Championship）
  - 欧州バレーボール連盟 （Confederation European de Volleyball：CEV） 主催、1948年開始
- 北中米選手権 （NORCECA Volleyball Championship）
  - 北中米バレーボール連盟 （North, Central America and Caribbean Volleyball Confederation：NORCECA） 主催、1969年開始
- 南米選手権 （South American Volleyball Championship）
  - 南米バレーボール連盟 （South American Volleyball Confederation：CSV[3]） 主催、1951年開始